# Solenopsis pusillignis
Solenopsis pusillignis (лат.) — вид жалящих муравьёв из группы опасных инвазивных огненных муравьёв рода Solenopsis. Южная Америка.

## Описание
Длина рабочих около 3 мм (самки крупнее, около 6 мм), основная окраска желтовато-коричневая и чёрная. От близких видов отличается следующими признаками: грудная область непосредственно кзади и дорсальнее метаплеврального дыхальца с мелкими точками или полосато-пунктированная; крупные рабочие с сердцевидной головой сильно. Самец: мезонотальные пятна от слабых до отчётливых; глазки от умеренных до крупных. Переднеспинка рабочих в профиль выпуклая. Брюшко гладкое. Усики 11-члениковые с булавой из двух сегментов. Проподеум невооружённый, без зубцов или шипиков. Между грудкой и брюшком расположен тонкий стебелёк, состоящий из двух члеников (петиоль + постпетиоль).

## Распространение
Нативный ареал приходится на Южную Америку (Бразилия).

## Систематика
Впервые таксон был описан в 1991 году. Сходен с видами Solenopsis electra, Solenopsis saevissima и Solenopsis macdonaghi. Этот муравей вместе с красным огненным муравьём (Solenopsis invicta) и несколькими родственными видами относится к группе видов Solenopsis saevissima species-group, к которой также относится комплекс близких видов Solenopsis geminata complex (Solenopsis aurea, Solenopsis geminata, Solenopsis xyloni и другие виды).